# Château de Doyon
Pour les articles homonymes, voir Doyon.
Le château de Doyon est un château situé en Wallonie à Doyon, hameau du village belge de Flostoy faisant partie de l'entité de Havelange.

## Histoire
Le baron Émile de Laveleye, homme de lettres et socialiste y est décédé le 2 janvier 1892.